# Стојан Чупић
Стојан (Добриловић) Чупић , познат и под именом Змај од Ноћаја (Пива, 1765 — Зворник, 1815) био је један од најзначајнијих војвода Првог српског устанка.

## Биографија
Стојан је рођен у Пиви, у Херцеговини негде око 1765. године. Веома рано је остао без родитеља, па иако млад, али и најстарији у породици, одлучио је да се пресели у Србију. Са три сестре запутио се у Мачву у Црнобарски салаш, где му је живео деда по оцу. Иако крајем 18. века у Србији није било никаквих школа у којима би се деца описмењавала, Стојану је то некако пошло за руком, вероватно, сматра се, у неком од мачванских манастира.
У Црнобарском салашу и околини почео је да се бави трговином стоке. Бистрог, окретног и одлучног момка запазио је Страхиња Чупић из суседног Ноћајског Салаша. Младић му се свидео, па му је предложио да га посини. Стојан је то прихватио и свом имену додао поочимово презиме Чупић. Страхиња му је доделио нешто земље и упутио га како да је обрађује. Стојан се оженио, а легенде у Србији кажу да је Чупић чак три пута на својим њивама наилазио на закопани новац.
Почетком побуне против дахија Чупића је затекао као чувеног и поштованог домаћина. Чим је сазнао за почетак буне он је око себе почео да окупља људе и припрема заседе Турцима на путевима и пролазима. Постао је један од најзначајнијих војвода Првог српског устанка, познат и под именом Змај од Ноћаја. Истакао се у бојевима на Мишару (где је изазвао и победио турског јунака Мусу Сарајлију) и на Црнобарском Салашу (у којој је победио Мехмед-капетана). У боју код Бајине Баште је прешао преко Дрине и изазвао на мегдан бега Зумбулића. У борби на Главици преко Дрине је спасао Цинцар Јанка. Остао је запамћен у народној епској пјесми „Змај од Ноћаја“. Био је познат и као добар говорник, а о томе говоре и Карађорђеве речи: Ко ми надговори Чупића и натпише Молера, даћу што затражи.
Након пропасти Првог српског устанка 1813. године отишао је у Срем. Међутим, убрзо се вратио и кријући се по Мачви очекивао је нови устанак. На почетку Другог српског устанка састао се у Ваљеву са Милошем Обреновићем и започео је са организовањем устанка у Мачви. Ухваћен је у турској заседи и потом убијен у Зворнику јуна 1815, где је и сахрањен. Сматрало се да је био жртва издаје, али није сигурно чије - кнеза Милоша или сељака који су се разилазили с њим поводом дизања устанка. Соколско друштво у Богатићу је на лето 1938. одлучило да буде пренет у његову задужбину у Салашу Ноћајском, а следећег септембра му је подигнут споменик на зворничком гробљу.
- Споменик у Салашу Ноћајском
- Гроб у порти цркве
- Чакшире Стојана Чупића
- Сабља Стојана Чупића